# Land of the Six Guns
Pour plus de détails, voir Fiche technique et Distribution.
Land of the Six Guns (en français : Le pays des six-coups) est un western américain réalisé par Raymond K. Johnson, sorti en 1940. Le film met en vedette Jack Randall, Louise Stanley, Frank LaRue, Glenn Strange, Bud Osborne et George Chesebro. Le film est sorti le 9 mai 1940 chez Monogram Pictures,,.
 

## Synopsis
Jack Rowan, un ancien marshal, espérait abandonner définitivement ses armes. Il a acheté un ranch à la frontière mexicaine pour y faire paisiblement de l'élevage. Mais il découvre que sa propriété est utilisée comme base par des contrebandiers. Du bétail volé au Mexique passe la frontière en contrebande en transitant par ses terres. Frank Stone achète à bas prix du bétail au Mexique, l’amène de l’autre côté de la frontière sans payer de droits de douane, change la marque, puis le revend avec un gros profit. Lorsque Jack Rowan arrive et achète le ranch vacant qui est utilisé par Stone pour faire passer son bétail de l’autre côté de la frontière, Stone envoie ses hommes de main pour éliminer Jack.
Jack s’arrête au magasin tenu par Howard pour s’approvisionner. Il y rencontre Carol Howard, la nièce du boutiquier. Jack voit Taylor, un voleur de bétail présumé, suivre Frank Stone dans son bureau. Il entend Taylor dire à Stone que le shérif a attrapé l’un des contrebandiers de bétail, mais il a nommé Jack comme chef de gang. Ils surprennent Jack qui les écoute, le capturent et vont chercher le shérif. Stone se vante auprès de John et Carol Howard qu’il a fait prisonnier Jack. Carol et Manny, l’acolyte de Jack, libèrent Jack. Jack et Manny suivent Taylor et le voient payer pour que du bétail soit introduit clandestinement au Texas. Manny va chercher le shérif tandis que Jack se cache à l’extérieur du tunnel utilisé par les contrebandiers. Quand ils arrivent, une fusillade éclate.

## Fiche technique
- Réalisation : Raymond K. Johnson
- Scénario : Carl Krusada

## Distribution
- Jack Randall : Jack Rowan
- Louise Stanley : Carol Howard
- Frank LaRue : John Howard
- Glenn Strange : Manny
- Bud Osborne : le shérif
- George Chesebro : Taylor
- Steve Clark : Frank Stone
- Kenne Duncan : Max
- Richard Cramer : Joe le Mexicain
- Jack Perrin : Davis
- Carl Mathews : Drake